# Masacre de Arbinda (2021)
La masacre de Arbinda se desarrolló el 18 de agosto de 2021, cuando presuntos islamistas atacaron un convoy civil y mataron a 80 personas en Arbinda, Burkina Faso.

## Suceso
El 18 de agosto de 2021, los islamistas atacaron un convoy civil que estaba escoltado por personal militar y milicias voluntarias antiislamistas. Los atacantes tendieron una emboscada al convoy y mataron a 59 civiles, 15 militares y seis milicianos voluntarios. El Gobierno afirma que también murieron 80 atacantes.